# دائرة فوكة
دائرة فوكة هي إحدى دوائر ولاية تيبازة الجزائرية.